# Mornese
Mornese är en ort och kommun i provinsen Alessandria i regionen Piemonte i Italien. Kommunen hade 721 invånare (2018).